# Ibrahim Traoré (football)
Pour les articles homonymes, voir Traoré.
Ne doit pas être confondu avec Ibrahim Traoré, Ibrahima Traoré ou Brahima Traoré (football).
Ibrahim Traoré, né le 16 septembre 1988 à Abidjan, est un footballeur international ivoirien, qui joue au poste de milieu de terrain.

## Biographie

### En club
Ibrahim Traoré fait ses débuts en Côte d'Ivoire avec le Club omnisports de Korhogo puis l'Association sportive de Tanda. Il joue ensuite en faveur du club libyen d'Al Ahly Benghazi.
En 2014, il rejoint l'Europe et le club tchèque du MAS Táborsko en deuxième division.
Le 8 septembre 2016, il s'engage en faveur du Fastav Zlín. Traoré mène ses coéquipiers à la victoire en Coupe de Tchéquie en 2017 et à la qualification pour la Ligue Europa la même année.
Le 3 septembre 2018, il est prêté avec option d’achat au Slavia Prague. L'option est levée dès le début de l'année 2019. Il est sacré champion de Tchéquie en 2019, 2020 et 2021 ; et remporte la Coupe en 2019, 2021 et 2023. 
En 2023, il paraphe un contrat d'une saison en faveur du Viktoria Plzeň.

### En sélection
En novembre 2019, il est sélectionné pour la première fois en équipe de Côte d'Ivoire par Ibrahim Kamara. Il honore sa première cape le 16 novembre 2019, en entrant en jeu à la place de Franck Kessié à sept minutes du terme contre le Niger. Les Élephants remportent ce match 1-0 dans le cadre des qualifications à la CAN 2021.